# Durchbruchstal
Mit Durchbruch wird die Einkerbung bezeichnet, die ein Bergzug durch einen querenden Fluss erfährt. Oft verläuft der Durchbruch senkrecht zum Streichen der Gesteine. 
Ein Durchbruch kann fast punktuell durch einen gratartigen Höhenzug gehen (z. B. Porta Westfalica). Punktuelle Durchbrüche und Engstellen innerhalb breiterer Durchbruchstäler haben oftmals Eigennamen, die mit Porta beginnen oder auf Pforte enden.
Verläuft ein Durchbruch nicht punktuell, sondern linienartig durch einen größeren Höhenzug, wird das entstehende, oftmals windungsreiche Tal als Durchbruchstal bezeichnet. So durchbricht die Elbe das Elbsandsteingebirge oder das Obere Mittelrheintal das Rheinische Schiefergebirge.

## Ursachen der Entstehung von Durchbruchstälern
Ausgangslage für die Entstehung eines Durchbruchstals ist meist ein Gebirge, das schräg oder quer zur großräumigen Fließrichtung eines Flusses steht. Im Laufe von Jahrmillionen trägt der Fluss das Gebirge entlang einer tektonischen Schwäche- oder Störungslinie ab. Am Durchbruch sind daher oft die Schichtungen des Gebirges gut sichtbar freigelegt (Aufschluss) und lassen Rückschlüsse auf die Gebirgsbildung zu.
Wenn sich Bergregionen heben – oft auch heute noch um 1 bis 3 mm pro Jahr –, tiefen sich manche Flüsse im selben Maß ein. Gerölle und Kiese werden bei Hochwasser in die Becken des Oberlaufs bzw. unterhalb der Durchbrüche abgelagert, während Feinkies und Sand mehrheitlich in den Hauptfluss gelangen. Durch die Materialabführung schneidet sich der Fluss beständig weiter in Richtung zu seiner Quelle hin in den Untergrund ein. Diesen Vorgang bezeichnet man als rückschreitende Erosion.

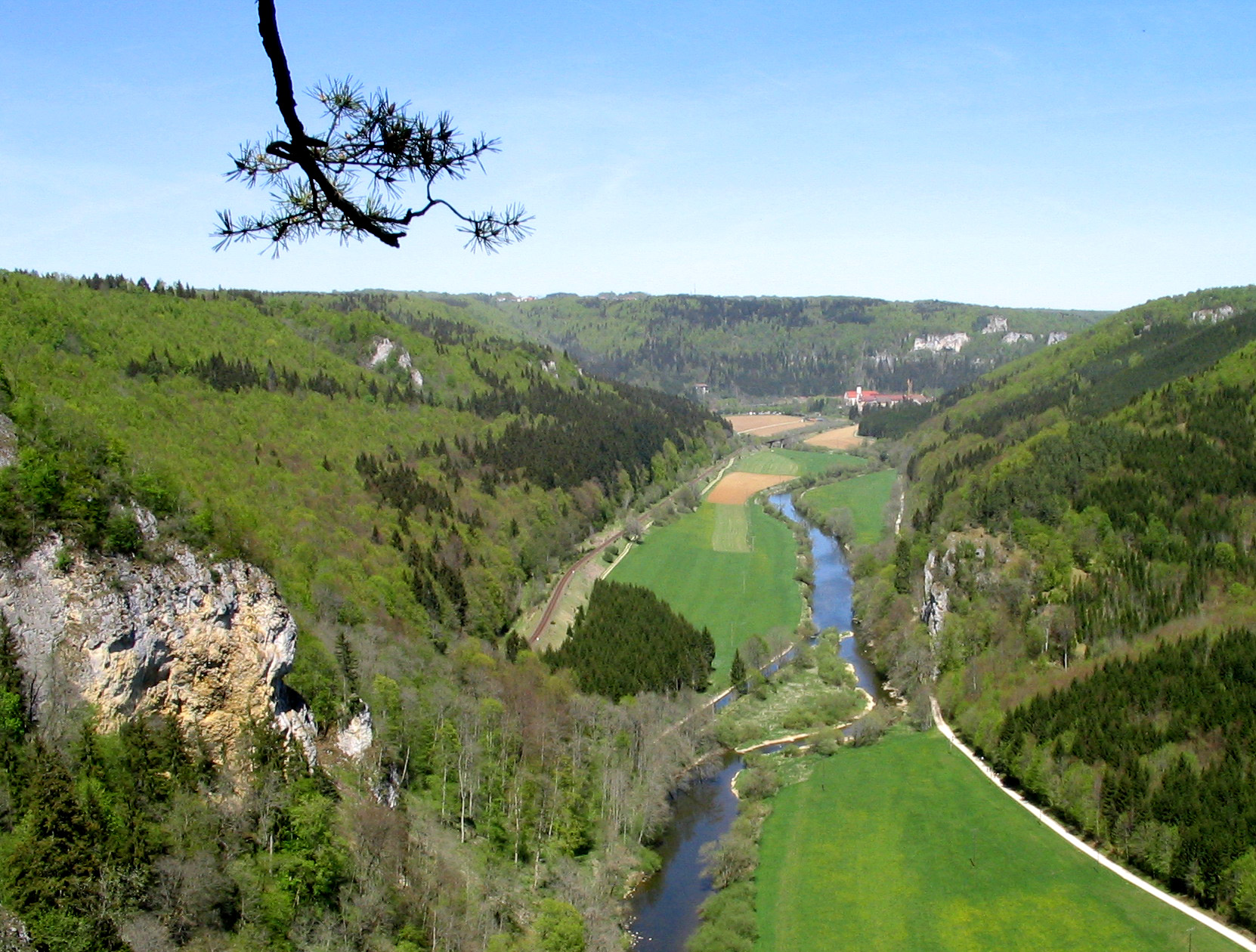
Obere Donau: Blick vom Knopfmacherfelsen Richtung Beuron

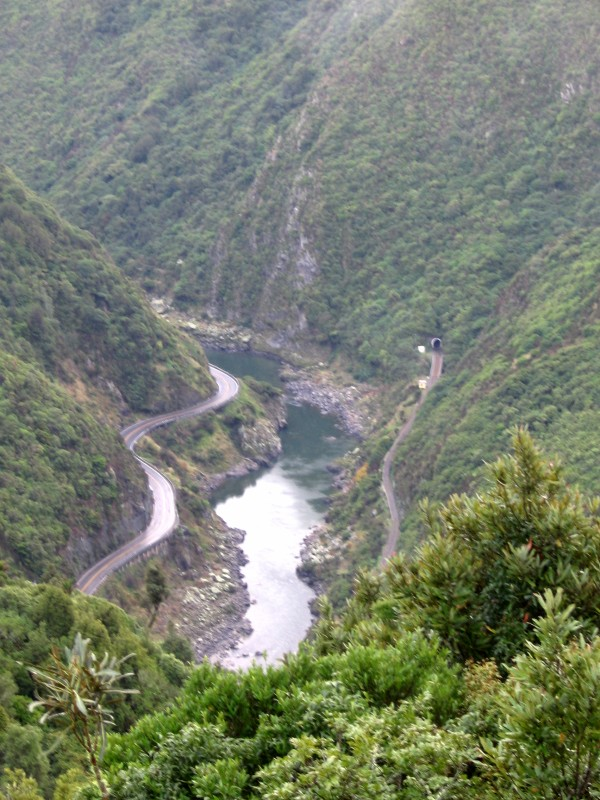
Der Manawatu Gorge auf Neuseeland

Durchbruchstäler werden anhand ihrer Genese unterteilt in:
- antezedente Durchbruchstäler
- epigenetische Durchbruchstäler
- Überlaufdurchbruchstäler.

### Antezedentes Durchbruchstal
Antezedente Durchbruchstäler sind Täler von Flüssen, deren Laufrichtung schon vor dem Einsetzen der Gebirgshebung feststand. Mit der tektonischen Hebung einhergehend schnitt sich der Fluss in das aufsteigende Gebirge ein, statt sein Flussbett zu verlagern. Das Mittelrheintal zwischen Bingen und Koblenz (Oberes Mittelrheintal) ist ein antezedentes Durchbruchstal.

### Epigenetisches Durchbruchstal
Epigenetische Durchbruchstäler sind Täler, die ursprünglich auf Lockersedimenten entstanden sind, die einen verschütteten Gebirgs- oder Härtlingsrücken bedeckten. Durch die Tieferlegung der Oberfläche durch fluviale Erosion und Denudation werden diese Rücken freigelegt und somit aus der weniger widerständigen Sedimenthülle befreit. Durch Tiefenerosion, welche die Vertiefung des Flussbettes kennzeichnet, war der Fluss in der Lage, sich in den Härtlingsrücken einzuschneiden und somit das Tal zu formen. Die Porta Westfalica, der Durchbruch der Weser zwischen Wiehengebirge und Wesergebirge im Kreis Minden-Lübbecke, ist ein Beispiel für ein epigenetisches Durchbruchstal. 

### Überlaufdurchbruchstal
Überlaufdurchbruchstäler entstehen dadurch, dass sich hinter einer natürlich abgelagerten Schuttmasse (z. B. Bergsturzmasse) Wasser staut und schließlich am niedrigsten Punkt überläuft. Durch das hohe Gefälle wird dieser Überlauf durch rückschreitende Erosion vertieft, wodurch der entstandene Stausee trockengelegt wird. Seesedimente (lakustrine Sedimente) oberhalb eines solchen Durchbruchs bezeugen diese Entstehungsart von Durchbruchstälern.

## Bekannte Durchbrüche

### Donau
Bekannte Durchbrüche im Einzugsgebiet der Donau sind z. B.:
- der Donaudurchbruch bei Beuron im Naturpark Obere Donau, wo sich der noch junge Fluss ein tiefes Bett durch das Juragestein der Schwäbischen Alb gegraben hat
- der Donaudurchbruch bei Weltenburg, ein 180 m tiefes Tal mit steilen Felswänden
- der Neuburger Wald mit der Löwenwand
- der Durchbruch durch die Böhmische Masse zwischen Passau und Mühlviertel, der den Sauwald vom restlichen Böhmerwald abtrennt
- die Wachau in Niederösterreich (vom Stift Melk bis Krems)
- die Wiener Pforte bei Klosterneuburg
- das Donauknie unterhalb von Esztergom (nördlich von Budapest) und
- Eisernes Tor durch die Südkarpaten zwischen Serbien und Rumänien.

### Andere Flüsse in Mitteleuropa
- Elbtalzone: Durchbruch der Elbe durch das Böhmische Mittelgebirge (Porta Bohemica) und darauffolgend durch das Elbsandsteingebirge der Sächsischen Schweiz
- Gesäuse: alpines Durchbruchstal im Mittellauf der Enns
- Mittelrheintal: Durchbruchstal des Rheins durch das Rheinische Schiefergebirge zwischen Bingen und Rüdesheim am Rhein im Süden und Bonn-Bad Godesberg und Bonn-Oberkassel im Norden – Binger Loch
- Porta Hassiaca: Durchbruch der Eder durch Buntsandstein in die Waberner Ebene
- Porta Westfalica: Durchbruch der Weser durch die Juragesteine von Wiehen- und Wesergebirge
- Schwalmpforte: Durchbruch der Schwalm durch Buntsandstein aus dem Löwensteiner Grund in die Schwalmaue
- Thüringer Pforte: Durchbruch der Unstrut durch den Muschelkalk der Schmücke
- Wipperdurchbruch: Durchbruchstal des Unstrut-Nebenflusses Wipper durch den Muschelkalk der Hainleite
- Jura: Durchbruchstal der Aare durch das Kalkgebirge zum Rhein; Klus der Rhone bei Bellegarde-sur-Valserine
- Pieninen: Durchbruch des Dunajec
- Waagtal bei Strečno (Kleine Fatra, Slowakei)

### Durchbrüche weltweit
- Kali Gandaki in Nepal, zweittiefstes Durchbruchstal der Welt, zwischen den Achttausendern Dhaulagiri und Annapurna.
- Die drei Schluchten des Jangtsekiang (Qutang-Schlucht, Wu-Schlucht, Xiling-Schlucht), China.

- Die Dihangschluchten des Brahmaputra, an dieser Stelle Yarlung Tsangpo genannt, die von China nach Indien führen.

- Der Indus durchbricht den westlichen Himalaya an der Grenze zum Karakorum.
- Der Rotenturmpass im Mittellauf der Olt, Rumänien.
- Der Delaware Water Gap (Delaware-Durchbruch) des Delaware River in den Appalachen zwischen den US-Bundesstaaten New Jersey und Pennsylvania.
- Die Manawatu Gorge auf der Nordinsel von Neuseeland.
- Die Iskar-Schlucht in Bulgarien.